# Phaenopharos struthioneus
Phaenopharos struthioneus är en insektsart som först beskrevs av John Obadiah Westwood 1859.  Phaenopharos struthioneus ingår i släktet Phaenopharos och familjen Diapheromeridae. Inga underarter finns listade i Catalogue of Life.